# Réduction objective orchestrée
La réduction objective orchestrée (Orch OR) est une théorie qui postule que la conscience prend naissance au niveau quantique à l'intérieur des neurones, plutôt que la vision conventionnelle pour laquelle elle est le produit de connexions entre les neurones. Le mécanisme est considéré comme un processus quantique appelé réduction objective qui est orchestré par des structures cellulaires appelées microtubules. Il est proposé que la théorie puisse répondre au problème difficile de la conscience et fournir un mécanisme pour le libre arbitre. L'hypothèse a été avancée pour la première fois au début des années 1990 par le lauréat du prix Nobel de physique, Roger Penrose, et l'anesthésiste et psychologue Stuart Hameroff. L'hypothèse combine des approches issues de la biologie moléculaire, des neurosciences, de la pharmacologie, de la philosophie, de la théorie de l'information quantique et de la gravité quantique,.
Alors que les théories dominantes affirment que la conscience émerge à mesure que la complexité des calculs effectués par les neurones cérébraux augmente,, Orch OR postule que la conscience est basée sur un traitement quantique non calculable effectué par des qubits formés collectivement sur des microtubules cellulaires, un processus significativement amplifié dans les neurones. Les qubits sont basés sur des dipôles oscillants formant des anneaux de résonance superposés dans des voies hélicoïdales à travers des réseaux de microtubules. Les oscillations sont soit électriques, dues à la séparation de charge des forces de Londres, soit magnétiques, dues au spin des électrons - et peut-être aussi dues aux spins nucléaires (qui peuvent rester isolés pendant de plus longues périodes) qui se produisent dans les gammes de fréquences de l'ordre de gigahertz, mégahertz et kilohertz,. L'orchestration fait référence au processus hypothétique par lequel les protéines conjonctives, telles que les protéines associées aux microtubules (MAP), influencent ou orchestrent la réduction de l'état des qubits en modifiant la séparation spatio-temporelle de leurs états superposés. Cette dernière est basée sur la théorie de l'effondrement objectif de Penrose pour interpréter la mécanique quantique, qui postule l'existence d'un seuil objectif régissant l'effondrement des états quantiques, lié à la différence de courbure spatio -temporelle de ces états dans la structure à échelle fine de l'univers.
La réduction objective orchestrée a été critiquée depuis sa création par des mathématiciens, des philosophes,,,, et des scientifiques,,. La critique s'est concentrée sur trois questions : l'interprétation de Penrose du théorème de Gödel ; le raisonnement abductif de Penrose reliant la non-calculabilité aux événements quantiques ; et l'inaptitude du cerveau à héberger les phénomènes quantiques requis par la théorie, puisqu'il est jugé trop « chaud, humide et bruyant » pour éviter la décohérence.

## Contexte
En 1931, le mathématicien et logicien Kurt Gödel a prouvé que toute théorie effectivement générée capable de prouver l'arithmétique de base ne peut être à la fois cohérente et complète. En d'autres termes, une théorie mathématiquement valable ne peut se prouver elle-même. Une affirmation analogue a été utilisée pour montrer que les humains sont soumis aux mêmes limites que les machines. Cependant, dans son premier livre sur la conscience, The Emperor's New Mind (1989), Roger Penrose a soutenu que les résultats non prouvables de Gödel sont prouvables par des mathématiciens humains. Il considère cette disparité comme signifiant que les mathématiciens humains ne peuvent pas être décrits comme des systèmes de preuve formels et exécutent donc un algorithme non calculable.
S'il est correct, l'argument de Penrose-Lucas laisse ouverte la question de la base physique du comportement non calculable. La plupart des lois physiques sont calculables, et donc algorithmiques. Cependant, Penrose a déterminé que l'effondrement de la fonction d'onde était un candidat de choix pour un processus non calculable. En mécanique quantique, les particules sont traitées différemment des objets de la mécanique classique. Les particules sont décrites par des fonctions d'onde qui évoluent selon l'équation de Schrödinger. Les fonctions d'onde non stationnaires sont des combinaisons linéaires des états propres du système, un phénomène décrit par le principe de superposition. Lorsqu'un système quantique interagit avec un système classique, c'est-à-dire lorsqu'un observable est mesuré, le système semble s'effondrer à un état propre aléatoire de cet observable d'un point de vue classique.
Si l'effondrement est vraiment aléatoire, alors aucun processus ou algorithme ne peut prédire son résultat de manière déterministe. Cela a fourni à Penrose un candidat pour la base physique du processus non calculable qu'il a supposé exister dans le cerveau. Cependant, il n'aimait pas la nature aléatoire de l'effondrement induit par l'environnement, car le hasard n'était pas une base prometteuse pour la compréhension mathématique. Penrose a proposé que les systèmes isolés puissent encore subir une nouvelle forme d'effondrement de la fonction d'onde, qu'il a appelée réduction objective (OR).
Penrose a cherché à réconcilier la relativité générale et la théorie quantique en utilisant ses propres idées sur la structure possible de l'espace -temps,. Il a suggéré qu'à l'échelle de Planck, l'espace-temps courbe n'est pas continu, mais discret. Il a en outre postulé que chaque superposition quantique séparée a son propre morceau de courbure de l'espace -temps, une cloque dans l'espace-temps. Penrose suggère que la gravité exerce une force sur ces bulles d'espace-temps, qui deviennent instables au-dessus de l'échelle de Planck. {\displaystyle 10^{-35}{\text{m}}} et s'effondrer à un seul des états possibles. Le seuil approximatif pour OR est donné par le principe d'indétermination de Penrose :
{\displaystyle \tau \approx \hbar /E_{G}}
où:
- {\displaystyle \tau } est le temps jusqu'à ce que OU se produise,
- {\displaystyle E_{G}} est l'énergie propre gravitationnelle ou le degré de séparation de l'espace-temps donné par la masse superposée, et
- {\displaystyle \hbar } est la constante de Planck réduite.

Ainsi, plus la masse-énergie de l'objet est grande, plus vite il subira OR et vice versa. Les objets mésoscopiques pourraient s'effondrer sur une échelle de temps pertinente pour le traitement neuronal. 
Une caractéristique essentielle de la théorie de Penrose est que le choix des états lorsque la réduction objective se produit n'est sélectionné ni au hasard (comme le sont les choix après l'effondrement de la fonction d'onde) ni de manière algorithmique. Au contraire, les états sont sélectionnés par une influence « non calculable » intégrée dans l'échelle de Planck de la géométrie de l'espace-temps. Penrose a affirmé que de telles informations sont platoniciennes, représentant des vérités mathématiques pures, qui se rapportent aux idées de Penrose concernant les trois mondes : le physique, le mental et le monde mathématique platonicien. Dans Shadows of the Mind (1994), Penrose indique brièvement que ce monde platonicien pourrait également inclure des valeurs esthétiques et éthiques, mais il ne s'engage pas dans cette autre hypothèse.
L'argument de Penrose-Lucas a été critiqué par des mathématiciens,,, des informaticiens, et des philosophes,,,,, et le consensus parmi les experts dans ces domaines champs est que l'argument échoue,,, avec différents auteurs attaquant différents aspects de l'argument,. Minsky a fait valoir que parce que les humains peuvent croire que de fausses idées sont vraies, la compréhension mathématique humaine n'a pas besoin d'être cohérente et la conscience peut facilement avoir une base déterministe. Feferman a soutenu que les mathématiciens ne progressent pas par une recherche mécaniste à travers des preuves, mais par un raisonnement fait d'essais et erreurs, perspicacité et inspiration, et que les machines ne partagent pas cette approche avec les humains.

## Orch OR
Penrose a décrit un prédécesseur à Orch OR dans The Emperor's New Mind, abordant le problème d'un point de vue mathématique et en particulier par le théorème de Gödel, mais il manquait une proposition détaillée sur la manière dont les processus quantiques pourraient être mis en œuvre dans le cerveau. Stuart Hameroff a travaillé séparément dans la recherche sur le cancer et l'anesthésie, ce qui lui a donné un intérêt pour les processus cérébraux. Hameroff a lu le livre de Penrose et lui a suggéré que les microtubules dans les neurones étaient des sites candidats appropriés pour le traitement quantique et, finalement, pour la conscience,. Tout au long des années 1990, les deux ont collaboré sur la théorie Orch OR, que Penrose a publiée dans Shadows of the Mind (1994).
La contribution de Hameroff à la théorie découle de son étude du cytosquelette neural, et en particulier sur les microtubules. Au fur et à mesure que les neurosciences progressaient, le rôle du cytosquelette et des microtubules a pris une plus grande importance. En plus de fournir un support structurel, les fonctions des microtubules comprennent le transport axoplasmique et le contrôle du mouvement, de la croissance et de la forme de la cellule.
Orch OR combine l'argument de Penrose-Lucas avec l'hypothèse de Hameroff sur le traitement quantique dans les microtubules. Il propose que lorsque les condensats dans le cerveau subissent une réduction objective de la fonction d'onde, leur effondrement relie la prise de décision non informatique à des expériences intégrées dans la géométrie fondamentale de l'espace-temps. La théorie propose en outre que les microtubules influencent et sont influencés par l'activité conventionnelle au niveau des synapses entre les neurones.

### Calcul par les microtubules
Hameroff a proposé que les microtubules étaient des candidats appropriés pour le traitement quantique. Les microtubules sont constitués de sous-unités protéiques de la tubuline. Les dimères de protéines de tubuline des microtubules possèdent des poches hydrophobes qui peuvent contenir des électrons π délocalisés. La tubuline a d'autres régions non polaires plus petites, par exemple 8 tryptophanes par tubuline, qui contiennent des anneaux indole riches en électrons π répartis dans la tubuline avec des séparations d'environ 2 nm. Hameroff affirme que cela est suffisamment proche pour que les électrons π de la tubuline deviennent quantiques intriqués. Au cours de l'intrication, les états des particules deviennent inséparablement corrélés. Hameroff a initialement suggéré dans la frange Journal of Cosmology que les électrons de la sous-unité de la tubuline formeraient un condensat de Bose-Einstein. Il a alors proposé un condensat de Frohlich, une hypothétique oscillation cohérente de molécules dipolaires. Cependant, cela aussi a été rejeté par le groupe de Reimers. Hameroff et Penrose ont contesté cette conclusion, considérant que le modèle de microtubule utilisé par Reimers était simpliste.
Hameroff a ensuite proposé que les condensats dans les microtubules d'un neurone puissent se lier aux condensats de microtubules dans d'autres neurones et cellules gliales via les jonctions lacunaires des synapses électriques,. Hameroff a proposé que l'espace entre les cellules soit suffisamment petit pour que les objets quantiques puissent le traverser, leur permettant de s'étendre sur une grande partie du cerveau. Il a en outre postulé que l'action de cette activité quantique à grande échelle est la source d'  Ondes gamma de 40Hz, s'appuyant sur la théorie beaucoup moins controversée selon laquelle les jonctions lacunaires sont liées à l'oscillation gamma.

### Résultats expérimentaux associés

#### Superradiance
En avril 2022, les résultats de deux expériences connexes ont été présentés à la conférence The Science of Consciousness. Dans une étude à laquelle Hameroff faisait partie, Jack Tuszyński de l'Université de l'Alberta a démontré que les anesthésiques accélèrent la durée d'un processus appelé luminescence retardée, dans lequel les microtubules et les tubulines re-emit de la lumière piégée. Tuszyński rappelle que la luminescence est un phénomène quantique, la superradiance étant étudiée comme une possibilité. Il s'agit ici de la découverte expérimentale que des effets quantiques sont constatés dans les microtubules, et donc à l'échelle macroscopique. Dans la deuxième expérience, Gregory D. Scholes et Aarat Kalra de l'Université de Princeton ont utilisé des lasers pour exciter des molécules dans les tubulines, provoquant une diffusion prolongée de l'excitation à travers les microtubules plus loin que prévu, ce qui ne s'est pas produit lorsqu'il était répété sous anesthésie,, ce qui laisse entrevoir l'origine quantique de la conscience. Cependant, les résultats de diffusion doivent être interprétés avec prudence, car même la diffusion classique peut être très complexe en raison de la large gamme d'échelles de longueur dans l'espace extracellulaire rempli de fluide.

#### Théorie des vibrations quantiques des microtubules et action des anesthésiques
À des concentrations élevées (~5 MAC ), le gaz anesthésique halothane provoque une dépolymérisation réversible des microtubules. Cela ne peut cependant pas être le mécanisme d'action anesthésique, car l'anesthésie humaine est réalisée à 1 MAC. À ~ 1 MAC halothane, des changements mineurs signalés dans l'expression de la protéine de tubuline (~ 1,3 fois) dans les neurones corticaux primaires après exposition à l'halothane et à l'isoflurane ne prouvent pas que la tubuline interagit directement avec les anesthésiques généraux, mais montrent plutôt que les protéines contrôlant la production de tubuline sont cibles anesthésiques possibles. Une autre étude protéomique fait état de la liaison de 0,5 mM de [ 14 C]halothane aux monomères de tubuline aux côtés de trois douzaines d'autres protéines. En outre, la modulation de la stabilité des microtubules a été signalée au cours de l'anesthésie générale anthracène des têtards.
Qu'est-ce que les anesthésiques pourraient faire aux microtubules pour provoquer une perte de conscience ? Une théorie avancée au milieu des années 1990 par Stuart Hameroff et Sir Roger Penrose postule que la conscience est basée sur des vibrations quantiques dans la tubuline/microtubules à l'intérieur des neurones cérébraux. La modélisation informatique de la structure atomique de la tubuline a révélé que les molécules de gaz anesthésique se lient à côté des anneaux aromatiques d'acides aminés d'électrons π non polaires et que les oscillations dipolaires quantiques collectives parmi tous les anneaux de résonance d'électrons π dans chaque tubuline ont montré un spectre avec un commun pic de mode à 613 T Hz. La présence simulée de 8 gaz anesthésiques différents a aboli le pic de 613 THz, alors que la présence de 2 gaz non anesthésiques différents n'a pas affecté le pic de 613 THz, à partir duquel il a été supposé que ce pic de 613 THz dans les microtubules pourrait être lié à la conscience et à l'action anesthésique.
La « théorie des vibrations quantiques des microtubules » de l'action anesthésique est controversée en raison de plusieurs défauts critiques dans la prémisse d'Orch OR et d'accusations de falsification des données utilisées à l'appui de la théorie.

## Critique
Orch OR a été critiqué à la fois par les physiciens,,,, et les neuroscientifiques,, qui le considèrent comme un mauvais modèle de physiologie cérébrale. Orch OR a également été critiqué pour son manque de pouvoir explicatif ; la philosophe Patricia Churchland a écrit: « La poussière de lutin dans les synapses est à peu près aussi puissante sur le plan explicatif que la cohérence quantique dans les microtubules. »
David Chalmers s'oppose à la conscience quantique. Il discute plutôt de la façon dont la mécanique quantique peut être liée à la conscience dualiste. Chalmers est sceptique quant à la capacité de toute nouvelle physique à résoudre le difficile problème de la conscience,,. Il soutient que les théories quantiques de la conscience souffrent de la même faiblesse que les théories plus conventionnelles. Tout comme il soutient qu'il n'y a pas de raison particulière pour laquelle des caractéristiques physiques macroscopiques particulières dans le cerveau devraient donner naissance à la conscience, il pense également qu'il n'y a pas de raison particulière non plus pour qu'une caractéristique quantique telle que le champ électromagnétique dans le cerveau fasse naitre une conscience.

### Décohérence dans les organismes vivants
En 2000, Max Tegmark a affirmé que tout système cohérent quantique dans le cerveau subirait un effondrement efficace de la fonction d'onde en raison de l'interaction environnementale bien avant qu'il ne puisse influencer les processus neuronaux (l'argument « chaud, humide et bruyant », comme on l'a appelé plus tard). Il a déterminé que l'échelle de temps de décohérence de l'enchevêtrement des microtubules à des températures cérébrales était de l'ordre de la femtoseconde, bien trop brève pour le traitement neuronal. Christof Koch et Klaus Hepp ont également convenu que la cohérence quantique ne joue pas, ou n'a pas besoin de jouer, de rôle majeur en neurophysiologie,. Koch et Hepp ont conclu que « La démonstration empirique de bits quantiques lentement décohérents et contrôlables dans les neurones connectés par des synapses électriques ou chimiques, ou la découverte d'un algorithme quantique efficace pour les calculs effectués par le cerveau, ferait beaucoup pour amener ces spéculations de "très loin" à simplement "très improbable". »
En réponse aux affirmations de Tegmark, Hagan, Tuszynski et Hameroff ont affirmé que Tegmark n'a pas abordé le modèle Orch OR, mais plutôt un modèle de sa propre construction. Cela impliquait des superpositions de quanta séparés par 24 nm plutôt que les séparations beaucoup plus petites stipulées pour Orch OR. En conséquence, le groupe de Hameroff a revendiqué un temps de décohérence de sept ordres de grandeur supérieur à celui de Tegmark, bien qu'encore bien inférieur à 25 SP. Le groupe de Hameroff a également suggéré que la couche Debye de contre-ions pourrait filtrer les fluctuations thermiques et que le gel d'actine environnant pourrait améliorer la commande de l'eau, filtrant davantage le bruit. Ils ont également suggéré qu'une énergie métabolique incohérente pourrait commander davantage d'eau, et enfin que la configuration du réseau de microtubules pourrait convenir à la correction d'erreur quantique, un moyen de résister à la décohérence quantique,.
En 2009, Reimers et al. et McKemmish et al. ont publié des évaluations critiques. Les versions antérieures de la théorie avaient exigé des électrons de tubuline pour former des condensats de Bose-Einstein ou de Frohlich, et le groupe Reimers a noté le manque de preuves empiriques que cela pouvait se produire. De plus, ils ont calculé que les microtubules ne pouvaient supporter que de faibles cohérence de 8 MHz. McKemmish et al. a fait valoir que les molécules aromatiques ne peuvent pas changer d'état parce qu'elles sont délocalisées ; et que les changements dans la conformation de la protéine de tubuline entraînés par la conversion du GTP entraîneraient un besoin énergétique prohibitif,,.
En 2022, un groupe de chercheurs italiens a réalisé plusieurs expériences qui ont falsifié une hypothèse connexe du physicien Lajos Diósi,.

### Neurosciences
Hameroff écrit fréquemment : « Un neurone cérébral typique a environ 107 tubulines (Yu et Baas, 1994) », mais c'est la propre invention de Hameroff, qui ne devrait pas être attribuée à Yu et Baas. Hameroff a apparemment mal compris que Yu et Baas avaient en fait « reconstruit les réseaux de microtubules (MT) d'un axone de 56 μm à partir d'une cellule qui avait subi une différenciation axonale » et que cet axone reconstruit « contenait 1430 MT ... et la longueur totale des MT était de 5750 μm. » Un calcul direct montre que 107 tubulines (pour être précis 9,3 × 106 tubulines) correspondent à cette longueur MT de 5750 μm à l'intérieur de l'axone de 56 μm.
L'hypothèse de Hameroff de 1998 exigeait que les dendrites corticales contiennent principalement des microtubules de réseau «A», mais en 1994, Kikkawa et al. ont montré que tous les microtubules in vivo ont un réseau « B » et une couture,.
Orch OR nécessitait également des jonctions lacunaires entre les neurones et les cellules gliales, pourtant Binmöller et al. ont prouvé en 1992 que ceux-ci n'existent pas dans le cerveau adulte. La recherche in vitro avec des cultures neuronales primaires montre des preuves de couplage électrotonique (jonction lacunaire) entre les neurones immatures et les astrocytes obtenus à partir d'embryons de rat extraits prématurément par césarienne ; cependant, l'affirmation d'Orch OR est que les neurones matures sont couplés électrotoniquement aux astrocytes dans le cerveau adulte. Par conséquent, Orch OR contredit le découplage électrotonique bien documenté des neurones des astrocytes dans le processus de maturation neuronale, qui est indiqué par Fróes et al. comme suit: « la communication jonctionnelle peut fournir des interconnexions métaboliques et électrotoniques entre les réseaux neuronaux et astrocytaires aux premiers stades du développement neuronal et ces interactions sont affaiblies à mesure que la différenciation progresse. »
D'autres critiques basées sur la biologie ont été proposées, notamment un manque d'explication pour la libération probabiliste de neurotransmetteurs par les terminaisons axonales présynaptiques,, et une erreur dans le nombre calculé de dimères de tubuline par neurone cortical.
En 2014, Penrose et Hameroff ont publié des réponses à certaines critiques et révisions de nombreuses hypothèses périphériques de la théorie, tout en conservant l'hypothèse centrale,.